# 平成19年台風第4号
平成19年台風第4号（へいせい19ねんたいふうだい4ごう、アジア名：Man-yi）は、2007年7月に発生し、九州に上陸した台風である。
7月に日本に上陸した台風では過去最強クラスとなった。また各地に大雨をもたらし、九州南部などでは記録的な降水量となると同時に、各地で暴風が吹き荒れた。後に、新潟県中越沖地震とともに激甚災害に指定された。

## 概要

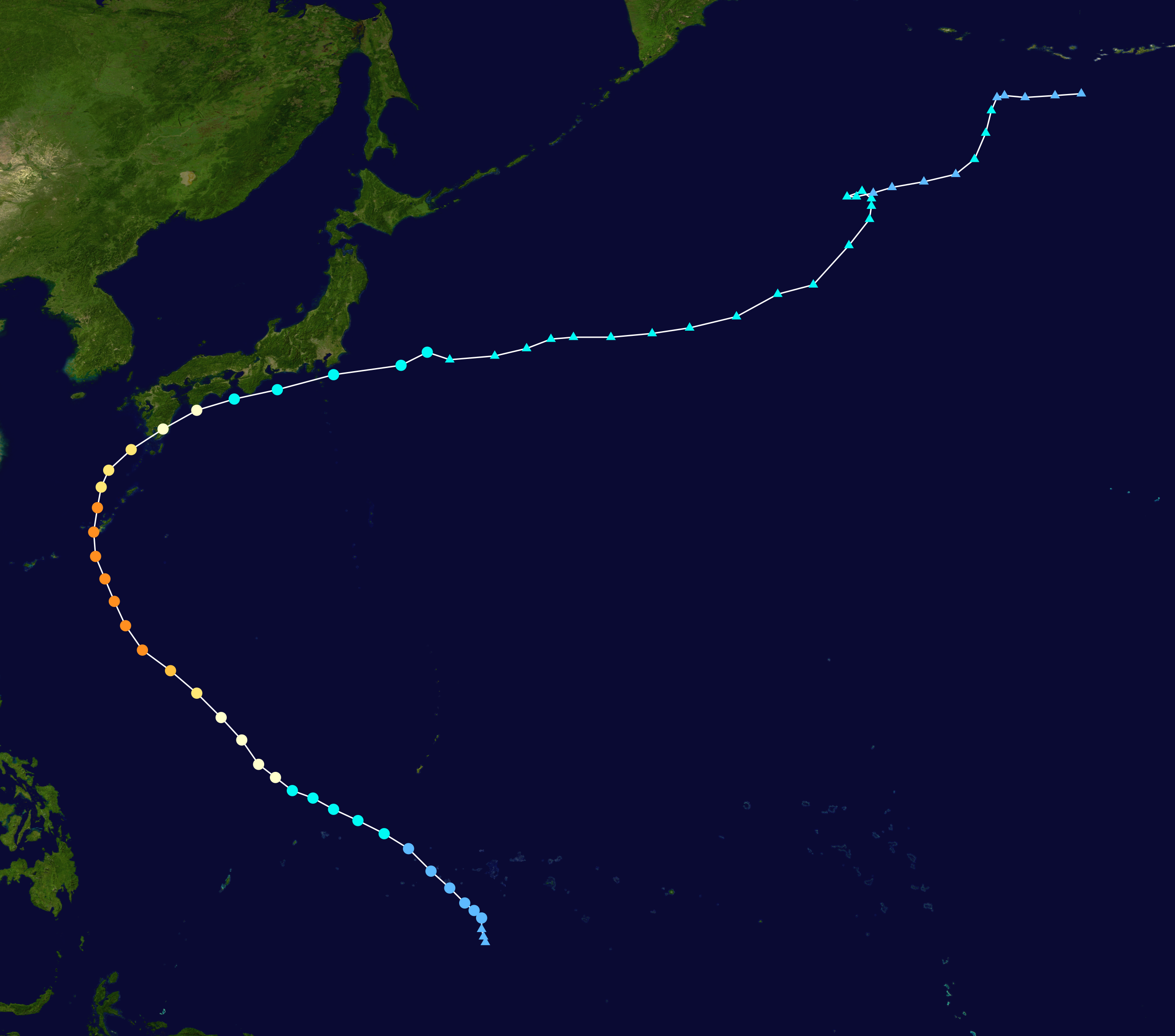
進路図

7月9日9時にカロリン諸島近海で台風4号が発生し、アジア名「マンニィ（Man-yi）」と命名された。命名国は香港で、貯水池の名前に由来する。台風はフィリピンの東海上を北西に進みながら、大型で非常に強い勢力に発達し、13日には沖縄本島の西海上を北上した。沖縄県那覇市では最大瞬間風速56.3m/sを記録し、7月としては観測史上最大となった。台風はその後14日に九州に接近し、同日14時過ぎに、大型で強い勢力のまま鹿児島県大隅半島の鹿屋市付近に上陸。7月に上陸した台風として、上陸時の中心気圧（945hPa）が最低を記録した。なお、島嶼も含めた中心気圧の7月史上第1位を記録した台風は、1996年の台風9号である（1996年7月31日、西表島で927.1hPa）。その後は勢力を弱めながら、15日にかけて四国から本州の南岸を東進して、16日9時に日本の東海上で温帯低気圧に変わった。
台風が通過した沖縄地方、西日本の太平洋側と伊豆諸島では暴風となり、13日には沖縄県金武町金武で最大風速33m/s、14日は宮崎県日南市油津で最大瞬間風速55.9m/sなど、観測史上最大となった。また、沖縄本島近海から四国沖にかけては波の高さが10mを超える猛烈なしけとなり、沖縄本島や瀬戸内海の一部で高潮が発生した。
九州付近では台風発生前の7月1日から梅雨前線の活動が活発化した。6日から7日には九州地方の広い範囲と四国地方の一部で大雨となり、10日から12日には九州・近畿・東海地方の一部でも大雨となった。台風が沖縄地方を通過した13日には、本州上に停滞する前線に向かって台風から暖かく湿った空気が流入し、西日本の太平洋側を中心に大雨となった。14日から16日は、台風通過に伴って西日本から東北南部の太平洋側の広い範囲で大雨となった。また、16日から17日にかけては、近畿地方で局地的な大雨があった。1日から17日までの総雨量は、沖縄地方と九州地方から東北地方の太平洋側を中心に7月の月間平均雨量の2倍を超え、宮崎県えびの市えびので1,107mmが観測されるなど各地で記録的な大雨となった。この期間、大雨で増水した河川への転落などにより、西日本を中心に死者6人、行方不明者1人となり、沖縄地方から東北南部で住家損壊、土砂災害、浸水害等が発生し、また、農業・林業・水産業被害や鉄道の運休、航空機・フェリーの欠航等の交通障害も発生した。

## 解説
この年はラニーニャ現象などによりフィリピン東方海域や沖縄近海の海水温が平年に比べて高く、台風が発達しやすい状況にあった。そのうえ当該海域では、台風2号以来、約2カ月台風が発生していなかったので、台風の風に伴った海水のかき混ぜによる冷却がなかったため、海水温はさらに上がっていた。台風は海水温が高い地域を右回りに沿うコースを通ったため、台風が発達しやすく、勢力を維持しやすくなっていた。
また、台風の東縁となる太平洋高気圧が、平年に比べて弱く（気圧が低く）南東寄りだった。平年はこの時期、南西諸島から九州南部付近まで高気圧の勢力圏となっているが、今回は四国の南海上までにとどまっていた。この偏移には、偏西風が通常より南に偏っていたこと、ラニーニャ現象によって大気の流れが変わり、太平洋高気圧へ向かう下降気流が通常より東に偏っていたことが関係していると考えられている。
これらの要因によって、この台風4号はその最盛期に沖縄を通過し、勢力を維持したまま本土に接近・上陸し、偏西風に押されて太平洋高気圧の縁を通り、九州・四国・本州の南岸を沿うような進路をとったと考えられている。

## 被害・影響
|                      |  |                      |
| 台風通過後の船明ダム |  | 台風通過後の秋葉ダム |

- 大雨によって増水した川に流されるなどして、死者3名、行方不明者2名を出した[14][15][16]。
- 各地で突風による家屋の損壊、大雨による土砂災害、床上・床下浸水、がけ崩れなども多発した[17]。
- 突風で転倒するなどして72名が負傷した。
- 交通も大幅に乱れ、鉄道の運休、飛行機・フェリー等の欠航も相次いだ[18][10][19][20][21]。また、横浜市のみなと祭国際花火大会など、多くのイベントが中止された[22]。
- 空梅雨の影響で深刻な水不足に陥っていた地域では、この台風により活発化した梅雨前線がもたらした大雨により一気に貯水率が回復した。特に、香川県などで取水制限が行われるほど水位が低下していた高知県の早明浦ダムは、この台風による降雨で貯水率が一気に100%超になり、取水制限も解除された[23]。
- 台風の通過直後に新潟県中越沖地震が発生[24][25]。中越地方は雨で地盤が緩んでいたこともあり土砂災害などが多発した。